# Odesza
Odesza (ODESZA) — американский дуэт из Сиэтла, состоящий из Хариссона Миллса и Клейтона Найта. Группа была создана в 2012 году незадолго до того, как Миллс и Найт окончили Университет Западного Вашингтона.

## История
Группа была названа именем корабля, на котором работал дядя Миллса, один из двух членов экипажа, оставшихся в живых после гибели корабля. Корабль назывался «Odessa», но группа с таким названием уже существовала. Поэтому названием стало венгерское написание имени Одесса.
Дебютный альбом Odesza Summer’s Gone был выпущен в 2012 году и был высоко оценен сообществом электронной музыки. За альбомом Summer’s Gone в 2013 году последовал первый мини-альбом коллектива My Friends Never Die, а в 2014 году появился второй студийный альбом группы, получивший название In Return. 18 сентября 2015 года дуэт выпустил на лейбле Counter Records делюкс-версию альбома In Return, включающую в себя расширенную версию оригинального альбома, инструментальные версии треков, новую композицию «Light» и три записи с выступлений дуэта. 8 сентября 2017 года вышел третий альбом Odesza под названием A Moment Apart.
В 2017 году компания GoPro использует трек A Moment Apart в рекламе GoPro HERO6 и трек Intro в ролике Let Me Take You To The Mountain.
В 2018 году компания Apple использует трек Loyal в своей рекламе. Треки A Moment Apart и Late Night входят в саундтрек к игре Forza Horizon 4, при этом A Moment Apart звучит в главном меню.

## Дискография

### Студийные альбомы
| Summer’s Gone              | - Выпущен: 2 сентября 2012 года - Лейбл: издан самостоятельно - Формат: свободное скачивание                                       | —  | — |  |
| In Return                  | - Выпущен: 9 сентября 2014 года - Лейбл: Counter Records, Ninja Tune - Формат: CD, цифровая дистрибуция, винил                     | 42 | 1 |  |
| In Return (Deluxe Edition) | - Выпущен: 18 сентября 2015 года - Лейбл: Counter Records - Формат: цифровая дистрибуция                                           | —  | — |  |
| A Moment Apart             | - Выпущен: 8 сентября 2017 года - Лейбл: Foreign Family Collective - Формат: цифровая дистрибуция                                  | 3  | 1 |  |
| The Last Goodbye           | - Выпущен: 22 июля 2022 года - Лейбл: Counter, Ninja Tune, Foreign Family Collective - Формат: CD, LP, digital download, streaming | 11 | 2 |  |

### EP
| Год  | Описание                                              |
| ---- | ----------------------------------------------------- |
| 2013 | My Friends Never Die - Выпущен: 17 сентября 2013 года |

### Альбомы ремиксов
| Год  | Описание                                                    |
| ---- | ----------------------------------------------------------- |
| 2013 | My Friends Never Die Remixes - Выпущен: 12 ноября 2013 года |
| 2014 | Say My Name Remixes - Выпущен: 10 октября 2014 года         |
| 2015 | All We Need Remixes - Выпущен: 16 февраля 2015 года         |
| 2016 | It’s Only Remixes - Выпущен: 19 февраля 2016 года           |

### Синглы
| Год  | Название                                      | Позиция в чарте | Альбом                     |
| Год  | Название                                      | US Dance        | Альбом                     |
| ---- | --------------------------------------------- | --------------- | -------------------------- |
| 2015 | «Sun Models» (featuring Madelyn Grant)        | 40              | In Return                  |
| 2015 | «Say My Name» (featuring Zyra)                | 16              | In Return                  |
| 2015 | «All We Need» (featuring Shy Girls)           | 29              | In Return                  |
| 2015 | «Light» (featuring Little Dragon)             | —               | In Return (Deluxe Edition) |
| 2016 | «It’s Only» (featuring Zyra)                  | —               | In Return                  |
| 2017 | «Loyal» (featuring Zyra)                      | —               | —                          |
| 2022 | «The last goodbye» (featuring Bettye LaVette) | —               | —                          |

### Песни вне альбомов
| Год  | Название | Позиция в чарте | Альбом    |
| Год  | Название | US Dance        | Альбом    |
| ---- | -------- | --------------- | --------- |
| 2015 | «Bloom»  | 39              | In Return |